# داویده کاسانی
داویده کاسانی (ایتالیایی: Davide Cassani؛ زادهٔ ۱ ژانویهٔ ۱۹۶۱) دوچرخه‌سوار اهل ایتالیا است. وی در مسابقات تور دو فرانس و جیرو دیتالیا شرکت کرده است.